# 佐々木宏一郎
佐々木 宏一郎（ささき こういちろう、1943年8月30日 - 1989年5月22日）は、岐阜県揖斐郡池田町出身のプロ野球選手（投手）・解説者。
史上11人目の完全試合達成者。
1960年代後半から1970年代前半にかけての近鉄バファローズにおいて、アンダースローの技巧派として鈴木啓示・清俊彦と共に主力投手の1人として活躍した。

## 経歴
岐阜短大付属岐阜では、1960年秋季中部大会県予選準決勝に進むが、県岐阜商に敗退。
1961年夏の甲子園県予選でも準決勝に進出するが、またも県岐阜商に敗れた。
1962年、大洋ホエールズにテスト入団。120人の応募者の中で唯一のテスト合格者であり、1年目から早速一軍での登板機会があった。4試合に登板して1勝を挙げるが、同年シーズン途中に日石から同姓の佐々木吉郎が加入したため、「佐々木は2人もいらない」という不可解な理由で同年オフに解雇される。佐々木宏一郎本人は「人生の理不尽を感じた」が、「野球ができればどこでもよい」と自らに言い聞かせた。なお、佐々木吉郎も1966年に完全試合を達成。
1963年に近鉄バファローズへ移籍。別当薫監督と故郷・岐阜の先輩でもある武智文雄二軍投手コーチに鍛えられ、アンダースローから繰り出される切れの良いシュートとスライダーを武器に、次第に頭角を現した。
1964年にはリーグ最多の73試合に登板、10勝を記録し初めて規定投球回（14位、防御率3.13）に達する。
1969年は15勝7敗、防御率2.35（3位）を記録。最も活躍したのは1970年で、10月6日の南海ホークス戦でプロ野球史上11人目となる完全試合を達成している。同年にはシーズン10連勝を記録し、最終的に最高勝率（17勝5敗、勝率.773）のタイトルも獲得した。なお、防御率2.05は新人王にも選ばれた佐藤道郎（南海）に次ぐリーグ2位であった。
1975年シーズン途中に島本講平外野手との交換トレードで南海ホークスへ移籍し、野村克也選手兼任監督の大胆さと緻密さの重なり合ったリードから「相手を翻弄するテクニック」を教えられて蘇る。移籍後は主に中継ぎで起用され、1981年オフに現役を引退。プロ野球選手として20年という長期間を過ごしたが、在籍した3球団でリーグ優勝を1度も経験できなかったことが心残りであったという。
普段は口数も少なく物静かな性格であったが、1967年8月3日の対阪急ブレーブス戦では阪急ファンのヤジに立腹してスタンドのファンにボールを投げつけて負傷させ、パ・リーグから厳重戒告と制裁金の処分を科されている。
引退後はKBS京都「近鉄エキサイトアワー」解説者（1982年）を経て、心斎橋でスナック『ササ』を経営した。
1989年5月22日、肝臓癌のため、住之江区内の病院で逝去。享年45。

## エピソード
近鉄バファローズの入団テストに合格した際、佐々木の獲得を推挙したのは投手コーチだった武智文雄である。佐々木は、武智の現役時代と同じ背番号「16」を背負い、近鉄の主力投手として活躍し、1970年に球団史上2人目の完全試合を達成した。佐々木の入団当時は背番号「16」を武智が付けていたが、入団翌年の1964年に佐々木と武智が背番号を交換した。
また、近鉄球団で初の完全試合を達成したのは、佐々木を指導した武智である（1955年6月19日、大映スターズ戦）。武智はパールス時代の球団創成期よりエースとして活躍し、1954年には26勝を挙げて最多勝利のタイトルを獲得。そして、近鉄球団の投手では初の通算100勝も達成している。
さらに、2人の完全試合はいずれも大阪スタヂアムで成し遂げられたもので、右下手からの変則投法であった点も武智と佐々木は共通していた。なお、プロ入り当初はサイドスロー気味のフォームで投げていた佐々木にアンダースローへの転向を勧めたのも武智である。「アンダースローになって球威が増した」と武智は評している。
近鉄球団に在籍した期間のみの成績で通算100勝以上を記録したのは、55年の球団史において武智（100勝）・佐々木（113勝）・鈴木啓示（317勝）のわずか3人だけである。
近鉄時代のチームメートだった土井正博も佐々木と同じく、西武移籍後の1981年に現役を引退しているが、水島新司作の「あぶさん」ではシーズン終盤の西武ー南海戦で試合冒頭、引退登板として打者一人だけに登板しているが、この試合でかつての僚友への餞としてトップバッターを務め、キャッチャーフライに討ち取られ、労を労った際に、佐々木に「俺も決心がついた」と話し、佐々木もダグアウトに戻った際、景浦に「土井も今季限りだそうだ」と語るシーンが描かれている。因みに両者ともチーム在籍中、選手として優勝の美酒を味わう事はなかったが、近鉄は佐々木の南海移籍後に初めて、西武も土井の引退翌年に西鉄時代の1963年以来の（福岡から所沢に移転後では初めて）優勝をしている。
引退後、KBS京都で解説を担当したが1年で辞めている。夫人によれば、佐々木本人はもうちょっとやりたかったようだが、もともとの喋り下手に加え、KBS側からの「7:3くらいで近鉄を応援した放送を」という要請に反して、完全に中立的なトーンで解説を行っていたことが影響したという。
引退後に開いたスナック「ササ」には完全試合達成時の佐々木のピッチングフォームを撮影した写真パネルが飾られ、電話番号も下4桁が現役当時の背番号から0016とし、コースターは球形で数字の16とボールの縫い目を描いたもの、さらに箸置きも野球帽を形どったものにするなど、随所にベースボールスナックとしての特色を出すための工夫を凝らしていたという。佐々木は客に対しての愛想はあまり良くなかったが、常連客達はむしろそれを気に入っていたのだという。なお、「ササ」は佐々木の死去後も夫人の手で切り盛りされていたが、1994年に閉店した。

## 詳細情報

### 年度別投手成績
| 年 度      | 球 団      | 登 板 | 先 発 | 完 投 | 完 封 | 無 四 球 | 勝 利 | 敗 戦 | セ 丨 ブ | ホ 丨 ル ド | 勝 率 | 打 者 | 投 球 回 | 被 安 打 | 被 本 塁 打 | 与 四 球 | 敬 遠 | 与 死 球 | 奪 三 振 | 暴 投 | ボ 丨 ク | 失 点 | 自 責 点 | 防 御 率 | W H I P |
| ---------- | ---------- | ----- | ----- | ----- | ----- | -------- | ----- | ----- | -------- | ----------- | ----- | ----- | -------- | -------- | ----------- | -------- | ----- | -------- | -------- | ----- | -------- | ----- | -------- | -------- | ------- |
| 1962       | 大洋       | 4     | 0     | 0     | 0     | 0        | 1     | 0     | --       | --          | 1.000 | 42    | 10.1     | 9        | 1           | 1        | 0     | 1        | 6        | 0     | 0        | 6     | 6        | 4.91     | 0.97    |
| 1963       | 近鉄       | 41    | 11    | 1     | 0     | 1        | 4     | 5     | --       | --          | .444  | 482   | 116.1    | 105      | 18          | 29       | 3     | 7        | 81       | 0     | 0        | 46    | 40       | 3.08     | 1.15    |
| 1964       | 近鉄       | 73    | 24    | 4     | 2     | 1        | 10    | 17    | --       | --          | .370  | 921   | 227.1    | 189      | 22          | 57       | 3     | 8        | 161      | 2     | 0        | 97    | 79       | 3.13     | 1.08    |
| 1965       | 近鉄       | 38    | 20    | 5     | 2     | 0        | 7     | 20    | --       | --          | .259  | 624   | 149.1    | 148      | 14          | 35       | 2     | 5        | 119      | 0     | 0        | 72    | 64       | 3.87     | 1.23    |
| 1966       | 近鉄       | 46    | 33    | 9     | 4     | 1        | 8     | 12    | --       | --          | .400  | 884   | 214.1    | 178      | 18          | 67       | 5     | 9        | 133      | 0     | 0        | 77    | 67       | 2.82     | 1.14    |
| 1967       | 近鉄       | 46    | 26    | 9     | 3     | 1        | 14    | 10    | --       | --          | .583  | 882   | 218.1    | 203      | 18          | 45       | 2     | 7        | 121      | 0     | 0        | 91    | 82       | 3.39     | 1.14    |
| 1968       | 近鉄       | 52    | 27    | 6     | 1     | 0        | 11    | 15    | --       | --          | .423  | 813   | 191.2    | 174      | 23          | 70       | 10    | 8        | 134      | 1     | 1        | 89    | 74       | 3.47     | 1.27    |
| 1969       | 近鉄       | 47    | 22    | 7     | 1     | 1        | 15    | 7     | --       | --          | .682  | 795   | 199.0    | 165      | 10          | 39       | 6     | 13       | 93       | 3     | 0        | 62    | 52       | 2.35     | 1.03    |
| 1970       | 近鉄       | 43    | 27    | 10    | 6     | 4        | 17    | 5     | --       | --          | .773  | 865   | 219.0    | 181      | 15          | 44       | 5     | 5        | 102      | 0     | 0        | 59    | 50       | 2.05     | 1.03    |
| 1971       | 近鉄       | 41    | 33    | 6     | 2     | 3        | 13    | 11    | --       | --          | .542  | 933   | 228.1    | 207      | 16          | 47       | 11    | 10       | 117      | 1     | 0        | 98    | 81       | 3.20     | 1.11    |
| 1972       | 近鉄       | 36    | 30    | 8     | 5     | 0        | 10    | 15    | --       | --          | .400  | 829   | 199.2    | 189      | 19          | 49       | 12    | 12       | 86       | 0     | 0        | 90    | 77       | 3.47     | 1.19    |
| 1973       | 近鉄       | 27    | 13    | 2     | 1     | 0        | 2     | 9     | --       | --          | .182  | 357   | 79.1     | 96       | 16          | 20       | 7     | 5        | 37       | 0     | 1        | 61    | 49       | 5.58     | 1.46    |
| 1974       | 近鉄       | 15    | 5     | 1     | 0     | 0        | 2     | 1     | 0        | --          | .667  | 161   | 34.2     | 47       | 6           | 7        | 1     | 4        | 10       | 1     | 0        | 27    | 24       | 6.17     | 1.56    |
| 1975       | 南海       | 14    | 12    | 4     | 1     | 0        | 4     | 4     | 0        | --          | .500  | 359   | 85.0     | 97       | 9           | 16       | 0     | 3        | 30       | 1     | 0        | 38    | 34       | 3.60     | 1.33    |
| 1976       | 南海       | 13    | 5     | 0     | 0     | 0        | 2     | 3     | 0        | --          | .400  | 165   | 39.2     | 38       | 4           | 12       | 0     | 2        | 12       | 0     | 1        | 20    | 19       | 4.28     | 1.26    |
| 1977       | 南海       | 20    | 7     | 3     | 0     | 1        | 4     | 2     | 1        | --          | .667  | 329   | 80.1     | 80       | 9           | 15       | 1     | 2        | 14       | 0     | 0        | 34    | 31       | 3.49     | 1.18    |
| 1978       | 南海       | 41    | 1     | 0     | 0     | 0        | 1     | 5     | 2        | --          | .167  | 393   | 96.0     | 103      | 6           | 10       | 1     | 7        | 32       | 1     | 1        | 40    | 33       | 3.09     | 1.18    |
| 1979       | 南海       | 38    | 15    | 2     | 0     | 1        | 3     | 7     | 1        | --          | .300  | 589   | 139.2    | 144      | 16          | 27       | 7     | 8        | 37       | 0     | 0        | 66    | 54       | 3.47     | 1.22    |
| 1980       | 南海       | 19    | 8     | 1     | 0     | 0        | 3     | 4     | 0        | --          | .429  | 277   | 58.2     | 81       | 17          | 21       | 0     | 5        | 19       | 3     | 0        | 55    | 52       | 7.93     | 1.74    |
| 1981       | 南海       | 13    | 2     | 0     | 0     | 0        | 1     | 0     | 0        | --          | 1.000 | 145   | 33.1     | 45       | 7           | 8        | 2     | 1        | 9        | 0     | 1        | 23    | 19       | 5.18     | 1.59    |
| 通算：20年 | 通算：20年 | 667   | 321   | 78    | 28    | 14       | 132   | 152   | 4        | --          | .465  | 10845 | 2620.1   | 2479     | 264         | 619      | 78    | 122      | 1353     | 13    | 5        | 1151  | 987      | 3.39     | 1.18    |

- 各年度の太字はリーグ最高

### タイトル
- 最高勝率：1回 （1970年）

### 記録
初記録
- 初登板：1962年8月9日、対中日ドラゴンズ16回戦（中日スタヂアム）、3回裏1死に2番手で救援登板、1回2/3を無失点
- 初奪三振：同上、3回裏にドン・ニューカムから
- 初勝利：1962年8月11日、対国鉄スワローズ20回戦（川崎球場）、3回表に2番手で救援登板、6回1/3を無失点
- 初先発：1963年6月10日、対南海ホークス11回戦（日生球場）、1回無失点
- 初先発勝利：1963年7月21日、対南海ホークス21回戦（大阪スタヂアム）、8回2/3を5失点（自責点3）
- 初完投勝利：1963年8月17日、対東映フライヤーズ20回戦（日生球場）、9回2失点
- 初完封勝利：1964年7月14日、対阪急ブレーブス17回戦（日生球場）
- 初セーブ：1977年8月6日、対クラウンライターライオンズ後期4回戦（長岡市悠久山野球場）、6回表に2番手で救援登板・完了、4回1失点

節目の記録
- 1000奪三振：1971年7月4日、対阪急ブレーブス18回戦（日生球場）、1回表に福本豊から　※史上40人目
- 100勝：1971年10月4日　対南海ホークス23回戦（日生球場）、9回表に2番手で救援登板・完了、1回無失点　※史上55人目
- 500試合登板：1974年5月26日、対南海ホークス前期9回戦（大阪スタヂアム）、先発登板で6回4失点　※史上30人目
- 600試合登板：1979年4月16日、対近鉄バファローズ前期3回戦（大阪スタヂアム）、7回表1死に2番手で救援登板、1回2/3を1失点　※史上17人目

その他の記録
- 完全試合：1970年10月6日、対南海ホークス23回戦（大阪スタヂアム）、投球数99・奪三振4・内野ゴロ10・内野フライ7・外野フライ6　※史上11人目
- 63打席連続無安打：1966年4月10日 - 1966年10月4日、近鉄球団記録、パ・リーグ2位、開幕からのものとしてはプロ野球記録[8]
- オールスターゲーム出場：2回 （1968年、1969年）

### 背番号
- 56 （1962年）
- 62 （1963年）
- 16 （1964年 - 1975年途中、1980年途中 - 同年終了）
- 32 （1975年途中 - 1980年途中）
- 53 （1981年）